# زرياب حسين
زرياب حسين محمد (1 يناير 1988 - ) هو لاعب كرة قدم سوداني يلعب حالياً لصالح الخرطوم الوطني.

## الإنجازات

### الهلال
- الدوري السوداني الممتاز (4): 2005، 2006، 2007، 2009.
- كأس السودان (1): 2010.

### المنتخب
- كأس سيكافا (1): 2007.